# Муниципальные образования Чувашской Республики
Муниципальные образования Чувашской Республики являются частью муниципального устройства Российской Федерации, перечислены в Законе Чувашской Республики от 24 ноября 2004 года «Об установлении границ муниципальных образований Чувашской Республики и наделении их статусом городского, сельского поселения, муниципального района и городского округа».
С 2024 года в Чувашской Республике существуют 23 муниципальных образования — 21 муниципальный округ и 2 городских округа. Атрибутами муниципальных образований Чувашской Республики являются муниципальная собственность, местный бюджет и выборные органы местного самоуправления. Границы муниципальных образований не всегда совпадают с границами административно-территориальных единиц Чувашской Республики.

## История
Местного самоуправления в Чувашской АССР, как и во всём СССР, не существовало. Конституция РСФСР 1937 года учредила выборные населением местные советы депутатов трудящихся (с 1978 года — местные советы народных депутатов) и их исполнительные комитеты, которые являлись учреждениями, осуществлявшими государственную власть на местах; имущество районов, городов и сёл являлось государственным имуществом, находившимся только в их оперативном управлении.

### Муниципальные образования с 1991 по 2021 год
На седьмой сессии Верховного Совета Чувашской ССР 18 октября 1991 года приняты Законы Чувашской ССР «О местном самоуправлении в Чувашской ССР» и «О выборах Главы местной администрации». Были заложены основы организации деятельности органов местного самоуправления в Чувашской Республике. Организация местного самоуправления в Чувашской Республики предполагала создание новых органов руководства местными делами. В течение 1992—1996 годов были внесены в законодательные акты дополнения и изменения.
1 марта 1996 года Государственным Советом Чувашской Республики был принят новый Закон Чувашской Республики «Об организации местного самоуправления в Чувашской Республике». 30 мая 1996 года Государственный Совет Чувашской Республики принял постановление «О примерном уставе муниципального образования».
В рамках организации местного самоуправления (муниципального устройства) республики, в границах административно-территориальных единиц Чувашии в 2004 году были сформированы муниципальные образования: 5 городских округов, 21 муниципальный район, 7 городских поселений, 284 сельских поселения.
С 2006 года по 2021 год на территории Чувашской Республики действовали 317 муниципальных образований: 5 городских округов, 21 муниципальный район, 7 городских поселений, 284 сельских поселения.

### Муниципальные образования с 2021 по 2024 год
В 2021 году Красноармейский и Шумерлинский, а в 2022 году все остальные муниципальные районы преобразованы в муниципальные округа. Муниципальное устройство к 2023 году приняло вид: 5 городских округов, 21 муниципальный округ.
В 2021-2022 годах 21 муниципальный район Чувашской Республики с входящим в их состав 284 сельскими и 7 городскими поселениями был преобразован в 21 муниципальный округ Чувашской Республики.
17 мая 2024 года были приняты законы Чувашской Республики, которыми были преобразованы: городской округ – город Алатырь Чувашской Республики и Алатырский муниципальный округ Чувашской Республики путем их объединения во вновь образованное муниципальное образование «Алатырский муниципальный округ Чувашской Республики»; городской округ – город Канаш Чувашской Республики и Канашский муниципальный округ Чувашской Республики путем их объединения во вновь образованное муниципальное образование «Канашский муниципальный округ Чувашской Республики»; городской округ – город Шумерля Чувашской Республики и Шумерлинский муниципальный округ Чувашской Республики путем их объединения во вновь образованное муниципальное образование «Шумерлинский муниципальный округ Чувашской Республики».
Упраздненные в 2024 году муниципальные образования
| №     | Русское название | Чувашское название | Флаг | Герб | Население, чел. | Площадь (км²) | Административный центр | Код ОКТМО |
| ----- | ---------------- | ------------------ | ---- | ---- | --------------- | ------------- | ---------------------- | --------- |
| 1e-06 | Городские округа |                    |      |      |                 |               |                        |           |
| 1     | город Алатырь    | Улатӑр             |      |      | ↘32 265         | 41,7          | г. Алатырь             | 97 704    |
| 2     | город Канаш      | Канаш              |      |      | ↘44 354         | 18,5          | г. Канаш               | 97 707    |
| 3     | город Шумерля    | Çĕмĕрле            |      |      | ↘26 873         | 13,3          | г. Шумерля             | 97 713    |

## Муниципальные образования с 2024 года
С 2024 года только в границах двух из пяти городов республиканского значения организованы муниципальные образования со статусом городских округов; остальные города республиканского значения перешли в управление укрупненных муниципальных образований. Границы большинства (18) районов Чувашской Республики совпадают с границами муниципальных образований со статусом муниципальных округов. Три района Чувашской Республики (Алатырский, Канашский и Шумерлинский) находятся под управлением муниципальных образований, объединенных с муниципальными образованиями, существовавшими в границах городов республиканского значения (Алатырь, Канаш и Шумерля).
| №         | Русское название     | Чувашское название                | Флаг | Герб | Население, чел. | Площадь (км²) | Административный центр | Код ОКТМО |
| --------- | -------------------- | --------------------------------- | ---- | ---- | --------------- | ------------- | ---------------------- | --------- |
| 1e-06     | Муниципальные округа |                                   |      |      |                 |               |                        |           |
| 1         | Алатырский           | Улатăр муниципаллӑ тӑрӑхӗ         |      |      | ↗14 139         | 1940          | г. Алатырь             | 97 603    |
| 2         | Аликовский           | Элĕк муниципаллӑ тӑрӑхӗ           |      |      | ↘14 273         | 554.1         | с. Аликово             | 97 605    |
| 3         | Батыревский          | Патăрьел муниципаллӑ тӑрӑхӗ       |      |      | ↘32 060         | 994           | с. Батырево            | 97 607    |
| 4         | Вурнарский           | Вăрнар муниципаллӑ тӑрӑхӗ         |      |      | ↘29 450         | 1012.6        | пгт Вурнары            | 97 610    |
| 5         | Ибресинский          | Йĕпреç муниципаллӑ тӑрӑхӗ         |      |      | ↘20 699         | 1201.2        | пгт Ибреси             | 97 613    |
| 6         | Канашский            | Канаш муниципаллӑ тӑрӑхӗ          |      |      | ↘32 460         | 981.4         | г. Канаш               | 97 616    |
| 7         | Козловский           | Куславкка муниципаллӑ тӑрӑхӗ      |      |      | ↘15 497         | 516.8         | г. Козловка            | 97 619    |
| 8         | Комсомольский        | Комсомольски муниципаллӑ тӑрӑхӗ   |      |      | ↘20 913         | 630.3         | с. Комсомольское       | 97 621    |
| 9         | Красноармейский      | Красноармейски муниципаллӑ тӑрӑхӗ |      |      | ↘12 961         | 456.3         | с. Красноармейское     | 97 624    |
| 10        | Красночетайский      | Хĕрлĕ Чутай муниципаллӑ тӑрӑхӗ    |      |      | ↗14 133         | 691.6         | с. Красные Четаи       | 97 626    |
| 11        | Мариинско-Посадский  | Сĕнтĕрвăрри муниципаллӑ тӑрӑхӗ    |      |      | ↘18 507         | 686.1         | г. Мариинский Посад    | 97 629    |
| 12        | Моргаушский          | Муркаш муниципаллӑ тӑрӑхӗ         |      |      | ↘30 685         | 845.3         | с. Моргауши            | 97 632    |
| 13        | Порецкий             | Пăрачкав муниципаллӑ тӑрӑхӗ       |      |      | ↘10 732         | 1116.9        | с. Порецкое            | 97 635    |
| 14        | Урмарский            | Вăрмар муниципаллӑ тӑрӑхӗ         |      |      | ↘20 839         | 598.3         | пгт Урмары             | 97 638    |
| 15        | Цивильский           | Çĕрпӳ муниципаллӑ тӑрӑхӗ          |      |      | ↘31 134         | 790.8         | г. Цивильск            | 97 641    |
| 16        | Чебоксарский         | Шупашкар муниципаллӑ тӑрӑхӗ       |      |      | ↘61 487         | 1331.7        | п. Кугеси              | 97 644    |
| 17        | Шемуршинский         | Шăмăршă муниципаллӑ тӑрӑхӗ        |      |      | ↗11 961         | 799.1         | с. Шемурша             | 97 647    |
| 18        | Шумерлинский         | Çĕмĕрле муниципаллӑ тӑрӑхӗ        |      |      | ↘7870           | 1047.6        | г. Шумерля             | 97 650    |
| 19        | Ядринский            | Eтĕрне муниципаллӑ тӑрӑхӗ         |      |      | ↘23 366         | 897.5         | г. Ядрин               | 97 653    |
| 20        | Яльчикский           | Елчĕк муниципаллӑ тӑрӑхӗ          |      |      | ↗15 793         | 567.2         | с. Яльчики             | 97 655    |
| 21        | Янтиковский          | Тăвай муниципаллӑ тӑрӑхӗ          |      |      | ↘12 720         | 524.4         | с. Янтиково            | 97 658    |
| 21.000002 | Городские округа     |                                   |      |      |                 |               |                        |           |
| 22        | город Новочебоксарск | Ҫӗнӗ Шупашкар                     |      |      | ↘120 616        | 51,14         | г. Новочебоксарск      | 97 710    |
| 23        | город Чебоксары      | Шупашка́р                          |      |      | ↗507 183        | 248,1         | г. Чебоксары           | 97 701    |